# Niels Fredborg
Niels Christian Fredborg (Odder, 28 de gener de 1946) és un ciclista danès, ja retirat, que fou professional entre 1976 i 1980. Especialista en el quilòmetre contrarellotge, durant la seva carrera esportiva aconseguí tres medalles olímpiques en aquesta especialitat, una d'or el 1972, una de plata el 1968 i una de bronze el 1976.
En el seu palmarès també hi ha vint-i-set campionats nacionals en diferents especialitats de ciclisme en pista i tres campionats del món amateur del quilòmetre contrarellotge, el 1967, 1968 i 1970.

## Palmarès
- 1963
  -  Campió de Dinamarca amateur de velocitat
- 1966
  -  Campió de Dinamarca amateur de velocitat
  -  Campió de Dinamarca amateur de tàndem, amb Per Sarto
  -  Campió de Dinamarca amateur de quilòmetre contrarellotge
- 1967
  -  Campió del món amateur de quilòmetre contrarellotge
  -  Campió de Dinamarca amateur de quilòmetre contrarellotge
  -  Campió de Dinamarca amateur de tàndem, amb Per Sarto
- 1968
  -  Campió del món amateur de quilòmetre contrarellotge
  -  Campió de Dinamarca amateur de quilòmetre contrarellotge
  -  Campió de Dinamarca amateur de tàndem, amb Per Sarto
  -  Campió de Dinamarca amateur de velocitat
  -  Medalla de plata als Jocs Olímpics de Ciutat de Mèxic de quilòmetre contrarellotge
- 1969
  -  Campió de Dinamarca amateur de quilòmetre contrarellotge
  -  Campió de Dinamarca amateur de tàndem, amb Gunnar Jonsson
  -  Campió de Dinamarca amateur de persecució per equips, amb Gunnar Jonsson, Gunnar Asmussen i Poul Nielsen
- 1970
  -  Campió del món amateur de quilòmetre contrarellotge
  -  Campió de Dinamarca amateur de quilòmetre contrarellotge
  -  Campió de Dinamarca amateur de persecució per equips, amb Gunnar Jonsson, Gunnar Asmussen i Poul Nielsen
  -  Campió de Dinamarca amateur de tàndem, amb Gunnar Jonsson
- 1971
  -  Campió de Dinamarca amateur de persecució per equips, amb Gunnar Jonsson, Gunnar Asmussen i Poul Nielsen
  -  Campió de Dinamarca amateur de tàndem, amb Gunnar Jonsson
- 1972
  -  Medalla d'or als Jocs Olímpics de Múnic de quilòmetre contrarellotge
  -  Campió de Dinamarca amateur de quilòmetre contrarellotge
  -  Campió de Dinamarca amateur de tàndem, amb Gunnar Jonsson
- 1973
  -  Campió de Dinamarca amateur de tàndem, amb Gert Frank
- 1974
  -  Campió de Dinamarca amateur de quilòmetre contrarellotge
  -  Campió de Dinamarca amateur de persecució per equips, amb Gunnar Asmussen, Jørn Lund i Jan F. Petersen
  -  Campió de Dinamarca amateur de velocitat
- 1975
  -  Campió de Dinamarca amateur de quilòmetre contrarellotge
  -  Campió de Dinamarca amateur de velocitat
- 1976
  -  Campió de Dinamarca amateur de quilòmetre contrarellotge
  -  Campió de Dinamarca amateur de persecució per equips, amb Gert Frank, Gunnar Asmussen i Kurt Frisch
  -  Medalla de bronze als Jocs Olímpics de Mont-real de quilòmetre contrarellotge